# OZ -オズ-
『OZ -オズ-』は、2005年6月30日にコナミから発売されたPlayStation 2用3Dアクションゲーム。2006年1月26日に廉価版が発売された。

## 概要
「三位一体システム」といった独自のゲーム性が最大の特徴。また、キャッスルヴァニアシリーズや幻想水滸伝シリーズの製作スタッフも開発に参加しているのも特徴であるほか、隠し要素も多数含まれている。
キャラクターや設定などは『オズの魔法使い』をモチーフとしており、一部のキャラクターにはその登場人物の設定などが反映されている。その他、キャラクターごとにイメージカラーがついている、戦闘形態への変身や仲間と協力して発動する必殺技など、スーパー戦隊シリーズからの影響も見られ、隠しステージ「出動!オズレンジャー」ではそれが色濃く表れている。
売り上げは不振に終わったが、2009年にファミ通誌上で行われた「続編期待ランキング」では29位にランクインした。
キャッチコピーは「なぜOZは3人なのか?」。

## システム

### 基本的なゲームの流れ
いわゆる面クリア型アクションゲームに類する。3次元CGで構築された空間内で、出現する多数の敵を撃破しながらスタート地点からゴール地点まで移動し、ボスを倒せばステージクリアとなる（ステージによってクリア条件に多少の変化がある）。選択肢の選び方によってストーリーが分岐したり、プレイ内容によってエンディングが変化するなど、RPG的な要素も持っている。
ステージ開始前には必ずメインメニューに移り、エテリア（後述）を消費してアイテムを手に入れたり、それまでのプレイデータを記録したり、難易度を調整したりすることが出来る。
ステージ中は基本的にエリアごとに黄色い結界で仕切られており、そのエリアのすべての敵を倒す、もしくはオブジェクトを破壊する事で結界が消え、先に進めるようになる。反面、基本的に後戻りは出来ないようになっている。エリアに入るとその入口に絶対に消えることのない青い結界が張られ、戻れなくなることが多い。
また、ステージ中ところどころに宝箱が置かれており、その中にはアイテムやエテリアが入っているほか、トラップが敷かれている事もある。
ストーリーモードで一度クリアしたステージは「EXモード」で好きなステージやキャラクターでプレイする事が出来るようになっている。

### 三位一体システム
本作の最大の特徴となるシステム。プレイヤーが直接操作する主人公と、自動で動いてくれる仲間2人が協力して戦う方式のことで、このゲームを特徴づける最重要システムといえる。
- 一定のダメージを与えることで敵キャラが「気絶状態」となる（この状態になると頭上に星のマークが表示される）。この状態の敵を「打ち上げ攻撃」または「吹き飛ばし攻撃」で宙に浮かせる。
- 浮いている敵に味方の追加攻撃が当たれば「パス」成立。パスを繋げる度に「テンションゲージ」が溜まっていく。なお、パスを繋げている時に敵の体力が0になってもダウンしない限りは最大体力分までダメージを与え続けることができ（この時「オーバーキル」状態となり、頭上の星マークが赤くなる）、さらにパスを繋げることが可能となっている。
- テンションゲージが溜まったら「必殺技」を発動、群がる敵を一掃する。ゲージが多く溜まっているほど強力な技を出せる。なお、必殺技はレベル1から3まで分かれており、レベル1は現在操作しているキャラクターが一人で発動。レベル2は仲間キャラクターの一人と協力して発動（協力キャラクターは任意に変更可能。協力するキャラクター毎にテンションゲージの色が変わる）。レベル3は3人全員で発動する。また、必殺技は発動中は完全無敵状態となり、緊急回避として使う事も出来る。
- 本作ではプレイヤーの体力が0になっても即ゲームオーバーとはならない。体力が0になると瀕死状態となり少しずつ移動する以外の行動が出来なくなる。この時、体力ゲージの左から青い「瀕死ゲージ」が溜まってゆき、最大体力分まで溜まると一定の体力を残して復活する。また、途中で緑エテリアを取ると強制的に復活する。瀕死ゲージは×ボタンを連打することで早く溜めることが出来るが移動中は出来ない。なお、復活時の体力量と瀕死ゲージが溜まる速度は1回目、2回目、3回目以降と少なくなっていく。また、フィールのみ瀕死状態の仲間に近づくことで強制的に復活させることが出来る[1]。全員の体力が0になるとゲームオーバー。

以上が、戦闘の基本的な流れになる。途切れることなくパス回しをしていくと、味方の攻撃がよりテンションゲージの溜まりやすいものに変化していく。パスを回し必殺技を出すという流れをいかに効率よく出来るか、その戦略がゲームクリアの要である。

### 属性
プレイヤーもしくは敵の攻撃の中には「属性」を持つものがある。これには以下のものがあり、ダメージと共に様々な特殊効果をもたらす。
- 炎…一定時間、炎の追加ダメージを受け、通常よりひるみやすくなる。
- 氷…一定時間、凍って行動不能になる。攻撃を受ける事によっても解除される。
- 雷…一定時間、しびれて移動や攻撃の速度が通常の半分になる。
- 光…この属性の攻撃を受けたキャラクターが他のキャラクターに接触、もしくは地上に落下した時に爆発が起こり、周囲のキャラクターにもダメージを与える。

プレイヤーはアイテムを装備する事によってこれらの属性を付与する事が出来る。

### 装甲形態
ストーリー途中から、後述する青エテリアを取る事で画面左下にある紋章のような形をした「OZゲージ」を溜める事が出来るようになる。これがMAXになるとボス戦時に全員でプレイヤーの武器である「レクス」の力を全開にし「装甲形態」に変身する事が出来る（変身出来ないキャラもいる）。この状態になると、必殺技の攻撃力、防御力、テンションゲージの上昇率が上がり、さらに敵の攻撃の属性効果を無効化する、といった効果が付与され、パワーアップする。なお、装甲形態はステージクリアまで解除されない。

### エテリア
プレイヤーに様々な効果をもたらす物質。黄、赤、緑、青の4つに分かれており、それぞれ違った効果を持っている。エテリアは敵を倒すか、宝箱などのオブジェクトを破壊する事で手に入る。
- 黄…メインメニューでアイテムを入手するのに使う。敵を倒す事で出現し、必殺技で倒すと通常より多く出現する。
- 緑…取ると体力が回復する。基本的に宝箱に入っているが、必殺技で敵を倒した時に一定の確率で出現する事もある。
- 赤…取るとテンションゲージが上昇する。緑と同じく基本的に宝箱に入っているが、必殺技で敵を倒した時に一定の確率で出現する事もある。
- 青…取るとOZゲージが溜まる。ストーリー途中から出現。必殺技で敵を倒した時に一定の確率で出現する。

### アイテム
メインメニューでは黄エテリアを消費して様々なアイテムを手に入れる事が出来る。これらは使用する事によってプレイヤーの能力値を上げる物と装備する事によって様々な効果をもたらす、もしくはプレイヤーの衣装を変更するといった物がある。

## ストーリー
かつて、「人間」と「カテナ」と呼ばれる種族が共存していた世界。ある時、「神々」と呼ばれる存在が異世界より降臨し、彼らの呪力によって「カテナ」はその手下である「御使い」へと変えられてしまう。やがて人々は神々が災いをもたらすものだと気づき、抵抗を試みたこともあったが、かつての隣人であった御使いによって阻止されてしまった。そして幾百年の時が流れ、人間たちがカテナという種族の存在すらも忘れてしまった頃…世界は神々によって万物の源である力・「エテリア」を奪われ続け、静かな終焉へと向かっていた。妹のドロシーと猫のトトと平穏に暮らしていた少年・フィール。彼の住む村に神々の命を受けた御使いが降り立つ。

## 登場人物
本編とEXモードで使えるプレイヤーキャラクターの共通特殊コスチュームのモチーフは『サイレントヒル3』のロビー。

### 旧OZ
アルミラとレオンはかつてOZのメンバーであり、また、フィールはかつてのOZのメンバーであったカインの息子であり、レクスも受け継いでいる事から、実質3人で旧OZとも言える。黒を基調とした服を着ている。3人でそれぞれバランス型、スピード型、パワー型と性能がはっきり分かれているのが特徴。
フィール（Feel）
声 - 私市淳
本作の主人公。人間（男）。銀髪の少年。首に白いスカーフを巻いている。イメージカラーは赤。実は本来生まれ得ないはずの人間とカテナのハーフ。そのため、彼はエテリアと交感でき、レクスを扱う事が出来る。彼の父は元OZのリーダーであったカインなのだが、フィールが幼い頃に亡くなっているため、本人はそのことを知らない。本来は争いを好まない心優しい性格だが、神々にさらわれた妹のドロシーを救うべくアルミラ、レオンと共にテオロギアへ旅立つ。トトが変身した斧状の大剣を使って戦う。主人公らしく平均的な性能。また、何故か瀕死状態の仲間を回復させる能力を持つ。装甲形態は甲冑を着た騎士の姿で、胸に赤い宝石のようなものが付いており、背中に翼のような巨大な突起（神々に支配を受けている時に変身した時に出る翼状の突起とは別物）が付いている。
モチーフはブリキの木こり。隠しステージ「出動!オズレンジャー」では「オズ・ブリキ」という事にされていた。
キャッチコピーは「心穏やかな少年」。
専用特殊コスチュームのモチーフは『幻想水滸伝III』の炎の英雄。
アルミラ（Almira）
声 - 田中敦子
カテナ（女）。元OZのメンバー。左目に眼帯を付けている隻眼の女性。巨乳の持ち主。独特な服装や髪型をしている。神々によって知性を強化されているため、常に冷静沈着。杖とレクスに覆われた右足による蹴りを使って戦い、さらに必殺技では足先から青い光弾を放って攻撃する。また、レクスによって強化されているのか、移動速度とジャンプ力が高く、他のキャラが届かないような高所にもジャンプすることが出来る。また、ほかのキャラに比べてアイテム装備可能数が多い。その反面、全体的に攻撃力は低め。イメージカラーは青。フィールによって神々からの呪縛を解かれ、レオンと共に神々に対し反旗を翻すことになる。戦闘では敵の弱点などを的確に見抜き、様々なアドバイスをくれる。装甲形態は異様な形の頭部に青く光る目を持った隻眼の女性の姿。
アルミラとレオンには選択肢で変化する好感度が存在し、好感度が低い方がストーリー中盤で一時離脱する（その間はガルムかジュジュが代わりに仲間になる）。
モチーフはかかし。隠しステージ「出動!オズレンジャー」では「オズ・カカシ」であり、本編と違って穏やかな性格のお姉さんになっていた。
キャッチコピーは「明晰な才女」。
専用特殊コスチュームのモチーフは不明だが『ときめきメモリアルシリーズ』に関係あるらしい。
レオン（Leon）
声 - 四宮豪
カテナ（男）。元OZのメンバー。右胸に三本の大きな傷跡がある。神々によって闘争本能を強化されているため、恐れを知らない。レクスに覆われた左腕の巨大な爪を使って戦う。全体的に動きが遅く、リーチもそこそこといった程度だが、攻撃力は最高レベルである。イメージカラーは黄色。アルミラの助けを得たフィールと戦って敗北したことで呪縛が解け、神々を倒すためテオロギアを目指すことに。性格はいい加減で大雑把なため、猪突猛進な発言をしてアルミラやトトから窘められることもしばしば。ぶっきらぼうながらも自分を呪縛から解放してくれたフィールのことを気にかけており、普段は彼を「坊主」と呼ぶが、あるエンディングを経ると一部のゲームモードでの呼称が変化する。
モチーフはライオンであり、装甲形態もライオンのような姿をしている、何故か右胸に変身前と同様の三本の傷跡のような黄色い模様がある。
隠しステージ「出動!オズレンジャー」では「オズ・ライオン」であり、本編とは別人のような爽やかな好青年と化していた。
キャッチコピーは「恐れを知らぬ男」。
専用特殊コスチュームのモチーフは『キャッスルヴァニア』のレオン・ベルモンド。

### 現OZ
15年前の事件によってカイン・アルミラ・レオンの3人がOZの資格を剥奪され、新たにOZに任命された者たち。旧OZが黒を基調とした服を着ていたのに対し、この3人は白を基調とした服を着ている。チームワークはあまり良くない。全体的に個性的な性能のキャラクターで構成されている。ストーリーを進めていくとEXモードでプレイヤーキャラクターとして使用可能になる。
ヴィティス（Vitis）
声 - 稲田徹
カテナ（男）。現OZのリーダー的存在で、カインとは親友だった。イメージカラーは紫。レクス制御能力を強化されている。実は12年前、カインによって既に神々の呪縛から解放されており、その時に親友から託されたある頼みを果たすため、神々に仕える振りをしながら彼らを滅ぼす機会を窺っていた。カインの息子であるフィールがアルミラ、レオンを解放したことを知り、神々を倒せるほどの力量があるかを見極めるため、あえて彼らと戦った。
冷徹な性格で、機械のように無駄のない動きで敵を確実に葬り去る。全身を必要な時にレクス化することができ、手足を伸縮自在のブレード状の武器に変化させる事が出来るほか、そこから紫色の光球を発射することもできる。装甲形態は黒い鎧を着た姿で、マントを着ける事も出来る。
ある隠しステージではプレイヤーキャラになり、「EXモード」でも使用することができる。キャッチコピーは「冷徹なる断罪人」。
隠しステージ「出動!オズレンジャー」では「秘密結社テオロギア」の幹部「三神将」の一人「天魔神将ヴィティス」となっており、紫の肌に尖った耳を持った人外の姿をしている。
専用特殊コスチュームのモチーフはバーテンダーだが、なぜか髪型がアフロになる。
ジュジュ（Juju）
声 - 皆川典子
カテナ（女）。現OZのメンバー。ピンクの髪にショートカットの髪型をした少女でイメージカラーもピンク。ハイレグレオタード型の服を着ており、頭に羽型の髪飾り、首元に桃色の羽型のブローチといったアクセサリーを着けている。防衛本能を強化されているためか、神々以外の他人から干渉されることを極度に嫌う。ガルムとは犬猿の仲で、彼の事を「犬ッコロ」と呼ぶ。レクスは背中に展開された翼で、6枚の羽型のパーツごとに切り離して遠隔操作が可能となっており、対象に直接羽を飛ばして斬り裂くほか、羽の先端からピンク色のビームを発射して攻撃する。そのことから遠距離戦を得意としている。また、羽を自身の周囲を取り囲むように配置し、バリアを作り出すことも出来る。このため、全キャラ中唯一全方位防御が可能。また、アルミラと同様、ほかのキャラに比べてアイテム装備可能数が多い。その反面、体力、攻撃力は低めであり、特に体力に至っては全キャラ中最弱となっている。なお、レクスは翼の形をしてはいるが飛行することはできない。装甲形態は鳥と人間の女性を合わせたような姿で、左側頭部に大きな羽型の飾り、腰に翼のような形のスカートが付いており、赤い目に鋭い目つきをしている。
ストーリー序盤のプレイヤーの行動によっては一時的に仲間になる。御使いであった当初は人間でありながらエテリアと交感できるフィールを“神々の子”と思い込み「できそこない」と見下していたが、彼によって呪縛を解かれた後は逆にほのかな好意を抱いている模様。いわゆるツンデレ。また、この事から、自分の瀕死状態を回復させてもらう、もしくは仲間の瀕死状態を回復する時、フィールに対してのみ台詞が変化する。
隠しステージ「出動!オズレンジャー」では「秘密結社テオロギア」の幹部「三神将」の一人「妖魔神将ジュジュ」となっている。他の2人と違い人間の姿をしており、秘密結社テオロギアのシンボルマークが入った帽子と仮面を付けている。本編と同じくガルムとは仲が悪い。
キャッチコピーは「奔放な剣翼」。
専用特殊コスチュームのモチーフの1つは『ときめきメモリアル3 〜約束のあの場所で〜』の私立もえぎの高校の制服だが、もう1つのモチーフは不明だが名称が「私立悪頭高校」との事。
ガルム（Galumn）
声 - 江川央生
カテナ（男）。現OZのメンバー。肉体機能全般を強化されている、頑固で実直な性格の持ち主。外見に似合わず照れ屋である。レクスが肩と頭部全体を覆っているため狼のような顔をしているが、この顔はレクスの一部なので実際の素顔ではない。ジュジュとは価値観の違いから仲が悪い。拳打を主体とした豪快な格闘術を使って戦う。全体的にレオンに良く似た性能を持っているが、体術で戦うためか彼に比べると攻撃範囲が狭い。また、装備できるアイテムの数が少ないが、その分防御力が非常に高く設定されているほか、テンションゲージがLv1以上の時、体力が徐々に回復するという特殊効果を持っている。イメージカラーは緑。装甲形態時は額に角が生えた狼の姿になる。ちなみに、作中、素顔は最後まで明かされる事は無かった。
ジュジュ同様、プレイヤーの行動によっては一時的に仲間になるが、2人を同時に仲間にすることは出来ない。
隠しステージ「出動!オズレンジャー」では「秘密結社テオロギア」の幹部「三神将」の一人「獣魔神将ガルム」となっており、緑の体色の人狼の姿をしている。本編と同じくジュジュとは仲が悪い。
キャッチコピーは「誇り高き銀狼」。
専用特殊コスチュームのモチーフは『幻想水滸伝3』のコロクとコゴロウ。

### その他の人物
ドロシー（Dorothy）
声 - 大前茜
人間（女）。フィールの妹で、彼女もまたエテリアと交感することができる。素直でおとなしいが、芯が強いしっかりもの。兄とトトが大好き。御使いが村を襲撃した際、テオロギアへさらわれてしまう。
実は彼女こそが“神々の子”であり、完全に潜在しているが神々と同等の力を秘めている。神々によって創られた当初は卵のような形をしていたが、カインをはじめフィールや村の人間など、多くの人物とのふれあいを通じて人間と同様の姿に変化し、フィールの妹として過ごしてきた（この頃には誕生当初のように膨大な量のエテリアを無意識に集めることがなくなった。さらにカインの遺志を受けたヴィティスの巧妙な隠蔽によって神々は彼女の所在を長い間見失ったままとなる）。兄であるフィールやドロシー本人は覚えていないが、村の人間達は彼らの出自を知っており、神々や御使いから2人を守るためあえて秘密にしていた。
モチーフは「オズの魔法使い」の主人公の少女・ドロシー。
キャッチコピーは「神々の子」。
隠しシナリオ「ドロシーの大冒険」ではトトをお供にしてプレイヤーキャラとして使用できる。本編終了後にドロシーが描いた絵本という設定のシナリオであり、本編とは逆にフィールを助けるべく旅立つ。全操作キャラクター中最強の攻撃力を誇り、デクリオ種やボス敵であろうと簡単にひるませられるほど。また、トトとの連携必殺技は凶悪の一語に尽き、クリーンヒットさせればラストボスをも数回で倒しきるほどの威力を持っている。但し、EXモードでは使用できない。メインメニュー画面で隠しコマンドを入力するとコスチュームが隠しコスチューム「トトの着ぐるみ」に変化する。
トト（Toto）
声 - 稲葉実
猫（オス？）。とても猫とは思えぬ凶悪な面構えをはじめ、尊大な口調で人語を喋り、背中からコウモリのような羽根を生やして飛行するばかりかフィールの武器にも変身するという、謎に満ちた生物。また、エテリアから様々なアイテムを生成する能力も持つ。ドロシーのみを主人と認め、彼女を助け出すためにフィールに協力している。物語開始前まではドロシーの飼い猫として飼われていたため、彼女の前では喋ったり飛行することはなかった。
元々はカインが装備していたレクスであるが、“神々の子”の力により彼が呪縛から解放された際に器質変化を起こし、自我が芽生えた突然変異体。何故猫のような姿になったのかは不明。ドロシーに対して従順なのは、自我を与えてくれた存在に対する本能的な崇拝意識によるものらしいが、トト本人は自身の出自を覚えておらず、彼自身もその事に関心は無いようである。
隠しシナリオ「ドロシーの大冒険」ではドロシーのパートナーとして自ら戦うが、ドロシー同様EXモードでは使用できないのでプレイヤーが操作する機会はない。
モチーフは「オズの魔法使い」の主人公ドロシーの飼い犬・トト。
キャッチコピーは「奇妙な赤猫」。
カイン（Cain）
声 - 野瀬育二
カテナ（男）。元OZのリーダー的存在。イメージカラーはフィールと同じ赤。15年前、“神々の子”を討伐する任務を受けアルミラ、レオンと共に赴いた際、偶発的ながら彼のみが神々の呪縛から解放され、“神々の子”がこの世界を救う唯一の希望であると確信。以後神々の追跡から必死の逃避行を続けるが、膨大な量のエテリアを帯びた“神々の子”を連れていたため、追っ手を引き寄せる結果となり一時絶体絶命の窮地に陥った。が、当時細々と活動を続けていた人間のレジスタンス組織に救われ、危機を脱する。その際、彼を手当てし献身的に看護した人間の女性と結ばれ、一人の息子（=フィール）を授かったが、母親となった女性はフィールを出産して間もなく死亡してしまった。生まれ得ないとされていた人間とカテナのハーフが誕生したのは、カインが呪縛から解放された際に“神々の子”の力に触れたことで、彼の体質に変化が生じたためとされている（ちなみにこの時、彼が装備していたレクスにも変化が起こり後にトトとなる）。3年後、逃亡したカインを粛清すべくやって来たヴィティスと交戦、彼を呪縛から解放することには成功するが致命傷を負い、正気に戻った親友に希望を託して息を引き取った。
フィールがカインのレクスを扱えるのは彼と血縁関係にあるという事で、カインと良く似た形の魂を持っているという事によると思われる。装甲形態もフィールとほぼ同じ姿。
序章ではプレイヤーキャラになり、「EXモード」でも条件を満たせば使用することができる。
キャッチコピーは「消えた御使い」。

## しもべ
神々がエテリアを使って作り出した擬似生命体。倒されると、元のエテリアに戻る。知能はあまり高くないが、普通の会話を行う事ができ、感情も持っている模様。各所の領地には支配を任された特殊なしもべ（いわゆるボス敵）が配置されている。同じ種類でもより高位の者や特徴が異なる者は姿や末尾の名前（基本的に『種族名・特徴を現すラテン語』という表記。例：『ヴォロ・サギタ』など）が異なる。以下に挙げられているものは種族名である。
ヴォロ [Volo]
最も一般的なしもべ。全体的に丸いフォルムで、背が低い。主に剣や盾、遠距離攻撃の火炎弾を使用する。体力・実力共にしもべの中では最低クラスだが、数だけは多く出てくる。
隠しシナリオ「第35小隊かく戦えり」では、ヴォロをプレイヤーキャラとして使用できるが、物凄く弱い。
テセラ [Tessera]
飛行能力を持つしもべ。体当たりや上空から火炎弾を飛ばして攻撃してくるが、ヴォロ同様にしもべの中では最低クラス。
ベラトル [Bellator]
しもべの中では中堅クラス。背が高く、鎧を纏った様な姿をしている。剣や槍、大斧などの各種武器を使いこなし、ステップで攻撃をかわすこともある。ガード不能技をも備えるため、複数と乱戦になると非常に厄介。
デクリオ [Decurio]
巨人の姿をしており、動きは鈍いが圧倒的な体力と攻撃力を誇る。耐久力も高いため、一対一では怯ませることも難しい。

## 神々
カテナを洗脳して御使いに変え、エテリアを収奪しこの世界に災いをもたらしているものたち。一種の精神生命体であり、人間などに権威を示す時や敵を排除する際には周囲のエテリアを強制的に融合し、火竜や岩石の巨人など様々な姿に変化する。ちなみに、地・水・火・風の四つの神、そして、最高位の神「至高神」である光神の5体で構成されている。
テンタトリス・マリゲニィ [Tentatores Maligeni]
火神。火竜のような姿をしており、炎を使った攻撃をしてくる。また、しもべの卵を吐き出してくる。
クリミナトレス [Criminatores]
土神。ゴーレムを思わせる岩で出来た巨人の様な姿をしている。その巨体を生かし、力に物を言わせた攻撃をしてくる。体自体は岩の様な物をつなぎ合わせて出来ており、その中心部には緑色のコアがある。このコアを攻撃しないとダメージを与えられない。攻撃を加えることでパーツを破壊することが出来るが、一定時間たつと再生してしまう。
ウルトレス・スケロルム [Ultores Scelorum]
水神。人魚の様な姿をしており、藻を思わせる髪に、翼の様な巨大なヒレを持っており、背中に亀の甲羅がある。普段は水のバリアで身を守っているが、その時に出現する水球を破壊すると本体を表す。
セミナトリケス・マロルム [Seminatorices Malorum]
風神。6枚の翼を持った双頭のドラゴンの姿をしている。動きが素早く、また、飛行していることが多いため、ダメージを与えにくい。
プラエスティギアトレス [Praestigiatores]
光神にして至高神。巨大な蜂を思わせる姿をしている。神々の中でも最高位に位置する存在で、その実力は計り知れない。様々なレーザーや衝撃波で激しい攻撃を繰り出してくる。また、ワープ能力も持っている厄介な存在。

## 用語
エテリア
万物の源にして自然界のエネルギー。普通の人間の目には見えないが、カテナやフィールの目には粒子状の発光体として見える。微弱だがある種の意思を持ち、高い霊力を持つカテナ達はある程度その意思と交感することができる。
テオロギア
神々の居城。内部はいくつかの階層に分かれており、階層ごとに支配を任された神が棲んでいる。巨大なエテリア集積場としての役割も持ち、階層の神々がそれぞれ好む属性のエテリアが大量に集められている。
ちなみにテオロギアとは“theologia”と表記し、ラテン語で「神学」を意味する。
隠しステージ『出動!オズレンジャー』では悪の秘密結社となっており、「魔神王」と呼ばれる人物が首領となっている。「T」の文字に羽根を付けたものがシンボルマーク。
カテナ
かつては人間と共存していた種族。姿形は人間と同じだがはるかに長い寿命を持ち、高い霊力でエテリアと交感することができる。反面繁殖力が弱く、個体数が非常に少ない。人間との交配もほぼ不可能である。物語開始時点では全員が神々の呪力によって御使いに変えられてしまっている。
御使い
神々のことを崇め、神々の命を忠実に遂行するように洗脳されたカテナ。ただし「神々が絶対の善」と思い込ませる程度であり、それを除けば人格等に変わりはなく、行動や思考などもあくまで自分の意志によるものである。エテリアの意思による助けがあれば、一時的に戦闘不能にするなどの強いショックを与えることで神々からの呪縛を断ち切ることができ、元のカテナに戻れる。
レクス
神々によって作られた、エテリアを具現化した武器。周囲のエテリアを吸収し、実体化する能力がある。神々と力の源を同じくするため、神々が全て滅んだ場合は使用することができなくなる（一部例外もある）。装備者の魂の形によって形状が決まるため、使い手ごとに全く異なる形となっている他、レクスごとにそれぞれ違った色で一定の間隔で発光している。御使いの身体の一部を覆うものや独立した武器として携行するものなど、使用形態も千差万別。フルパワー時は装備者の全身を覆う“装甲形態”となるが、この状態では神々からの呪力を強く受けてしまう。この時、背中に翼の形をした突起が現れる。しかし、エテリアが自発的に装備者へ力を貸した場合は、神々からの影響を受けることなく変身が可能。この場合は翼が出て来ない。
なお、装甲形態に変身すると声にエコーがかかるようになる。
OZ
御使いの中でも最も強く、神々直属の精鋭部隊である3人を指す。OverZenithの頭文字を取ったもので、本来はカテナの伝説において英雄を表す「頂点を超えし者」という意味の言葉。OZにはそれぞれ紋章があり、基本的に服などに付いている。紋章の形はリーダーの装甲形態を象ったものとなっている。当初はカイン、アルミラ、レオンの3人だったが、15年前に起きた“ある事件”以後降格され、現在はヴィティス、ジュジュ、ガルムがその名を名乗っている。
神狩
過去に神々が支配していた別の世界で、カテナ同様神々にレクスを与えられ傀儡として利用されていた種族の成れの果て。レクスを体内に取り込んで目に映るもの全てを破壊する醜悪な怪物と化し、神々を完全に滅ぼすために次元を越えて散り散りになった彼らを執拗に追い続けている。
神々の子
15年前に神々が神狩に対抗する兵器として、レクスの発展形で生み出された擬似生命体。神々と同等の力を持つほどの存在だったが、兵器には不要である自由意志を持ってしまったために地上へ落とされた。
オルド
空間に様々な仕掛けを作動させる装置。巨大な羽の形をした物と宝珠の形をした物の2種類がある。ゲーム中においては特定のステージに配置されている。
羽型の物は結界を作り出す効果を持っており、ステージによってはこれによって結界が張られ、破壊しないと先に進めない箇所が存在する。必殺技でないと破壊できない。
宝珠型のステージ中に様々な仕掛けを作動させる効果を持っており、破壊することで仕掛けが解除され、先に進めるようになる、もしくは戦闘に有利に出来るようになっている箇所が存在する。こちらは通常攻撃でも破壊可能になっている。
滅神戦隊オズレンジャー
隠しステージ「出動!オズレンジャー」に登場するOZのセルフパロディ的存在。フィールが見た夢の中におけるOZであり、名前通りスーパー戦隊と化している。魔神王という悪者が率いる秘密結社「テオロギア」と日夜戦いを繰り広げているらしい。

## その他
- OPムービーで流れている曲は、『ボロディン』の歌劇『イーゴリ―公』第2幕『だったん人の踊り』。
  - 同曲は家庭用DanceDanceRevolution STRIKEおよび業務用DanceDanceRevolution SuperNOVAにも収録されている。
- 2005年7月21日に韓国版タイトル「CHAINS OF POWER」が発売、2006年2月23日に欧州版タイトル「THE SWORD OF ETHERIA」が発売された。